# Larmor-Baden
Larmor-Baden (bret. An Arvor-Baden) – miejscowość i gmina we Francji, w regionie Bretania, w departamencie Morbihan.
Według danych na rok 1990 gminę zamieszkiwało 816 osób, a gęstość zaludnienia wynosiła 208 osób/km² (wśród 1269 gmin Bretanii Larmor-Baden plasuje się na 653. miejscu pod względem liczby ludności, natomiast pod względem powierzchni na miejscu 1047.).